# Linea Aeroporto Miyazaki
La linea Aeroporto Miyazaki (宮崎空港線?, Miyazaki Kūkō-sen) è una linea ferroviaria della Kyushu Railway Company (JR Kyushu) che collega la stazione dell'aeroporto di Miyazaki con la stazione di Tayoshi nella città di Miyazaki, nella prefettura di Miyazaki.

## Storia
Diramandosi dalla linea Nichinan che passa vicino all'aeroporto di Miyazaki, è stata costruita come linea di accesso all'aeroporto che si estende direttamente al terminal passeggeri dell'aeroporto di Miyazaki e aperta il 18 luglio 1996, 30 anni dopo l'inizio dei servizi aerei per l'aeroporto. Nello stesso anno, viene riaperta la stazione Tayoshi vicino allo svincolo della linea Nichinan, diventando il punto di partenza di questa linea.

## Stazioni
La linea è lunga 1,4 km su binario singolo.
Tutte le stazioni si trovano nella città di Miyazaki. I treni continuano da e per la stazione di Minami-Miyazaki e la stazione di Miyazaki nel centro città e oltre sulla linea principale Nippō .
| Stazione                            | Giapponese | Distanza totale | Collegamenti                                  | Localizzazione |
| ----------------------------------- | ---------- | --------------- | --------------------------------------------- | -------------- |
| Stazione di Tayoshi                 | 田吉       | 0.0             | JR Kyushu : Linea Nichinan (interconnessione) | Miyazaki       |
| Stazione dell'aeroporto di Miyazaki | 宮崎空港   | 1.4             |                                               | Miyazaki       |